# Roter Krieger
Die Rote Krieger ist eine alte Sorte des Kulturapfels. Sie wird als Streuobst angebaut und für erhaltenswert angesehen. Die Sorte wurde wahrscheinlich erstmals 1646/48 in Rostock erwähnt und 1766 von Johann Hermann Knoop beschrieben. Im norddeutschen Verbreitungsgebiet sind noch einige meist 80 bis 100 Jahre alte Bäume zu finden, so dass die Sorte als bedroht bezeichnet werden muss.

## Geschichte
Erstmals erwähnt wurde der Apfel im Tagebuch von Jakob Sebastian Lauremberg der von KRIGS EPPFELN, WEISSEN KRIGSEPPFELN und WELSCHEN KRIGSEPPFELN die in Rostocker Gärten wachsen schreibt. Bei Knoop in POMOLODIA, 2. Teil von 1766 wird er beschrieben mit einem Gewicht von 12 Loth, einer Reifezeit ab Anfang Oktober mit einem milden Fleisch mit wenig Saft, aber einem hohen Weingeschmack. Heinrich Ludwig Manger gibt 1780 als Synonym für ihn den Namen Mecklenburger an. Im Handbuch der Fruchtbaumzucht von Christian Cay Lorenz Hirschfeld wird er als Apfel mit weißem, mildem Fleisch und weinhaftem Geschmack beschrieben, der nützlich in der Haushaltung und bis März und April haltbar sei. In der ersten Hälfte des 18. Jahrhunderts taucht er in verschiedenen Baumschullisten insbesondere in der Gegend um Ludwigslust und Hamburg auf.
Auch in Schweden und Dänemark wird der Name der Sorte erwähnt. 1795 finden sich in einer dänischen Baumschulliste zehn verschiedene Sorten mit dem Namensbestandteil Krieger. Olof Eneroth beschreibt ihn in seinem Handbok i Svensk pomologie um 1870 als mittelgroß, dunkelrot oder rosen-kirschrotfarben mit hellen Tüpfchen. Die Sorte käme in Südschweden vor und habe gelbliches, trockenes und körniges Fleisch.
Im 20. Jahrhundert verschwand der Name aus deutschen Sortenlisten, auch wegen der unten genannten Verwechslung mit dem Roten Eiserapfel. Letztmals erwähnt wurde er 1950 in der Schrift 50 Jahre Obstbau von Fritz Heydemann. Heute finden sich noch einige Altbäume im Ostseeraum mit einem geschätzten Alter von 80 bis 100 Jahren, und zum Teil noch älter.

## Kultur und Ernte
Über die Jugendentwicklung und den Ertragsbeginn der Sorte finden sich keine Angaben mehr. Der Rote Krieger ist eine streuobsttaugliche Sorte und bringt auch nach Jahrzehnten ohne Pflege noch gute Erträge. Die Bäume können sehr alt werden und sind recht tolerant gegenüber Pflanzenkrebs. Die Früchte sind nicht anfällig für Schorf. Alte Bäume zeigen starke Alternanz.

### Frucht
Die Äpfel sind mittelgroß bis groß und dabei kegel- bis hochkegelförmig. Die Schale ist glatt und etwas bereift. Ihre Grundfarbe ist grünlichgelb. Sie ist fast komplett dunkelbraunrot überzogen. Ihre Druckfestigkeit ist hoch. Die Lentizellen sind hell und auffallend.
Das Fruchtfleisch ist gelblichweiß und eher trocken. Es ist süß mit kräftiger Säure und bräunt nur wenig.

## Sonstiges
Wilhelm Seelig, der zeitweise im Pomologenverein im Vorstand tätig war, setzte den Roten Krieger in seinem Artikel zu Sortenempfehlungen für Schleswig-Holstein mit dem Roten Eiserapfel gleich. Zu dieser Zeit gab es keine einheitliche Definition in Schleswig-Holstein und in Ernteberichten wurden verschiedene Sorten unter dem Namen Roter Krieger zusammengefasst. Seelig versucht 1888 eine Klärung und berichtet, dass Roter Krieger und Roter Eiser ähnlich oder identisch sein sollen während es vom Rosenhäger mehrere Sorten gebe. Gleichzeitig rief er dazu auf ihm Früchte der Sorten zu senden. Diese wollte er gemeinsam mit Theodor Engelbrecht vergleichen und bestimmen. Da es wohl keinerlei Rückmeldungen gab, wurden Roter Krieger und auch Rosenhäger nicht in Engelbrechts Standardwerk Deutsche Apfelsorten aufgenommen.